# Megachile natansiella
Megachile natansiella är en biart som beskrevs av Cockerell 1944. Megachile natansiella ingår i släktet tapetserarbin, och familjen buksamlarbin. Inga underarter finns listade i Catalogue of Life.